# Międzyrzecczyzna

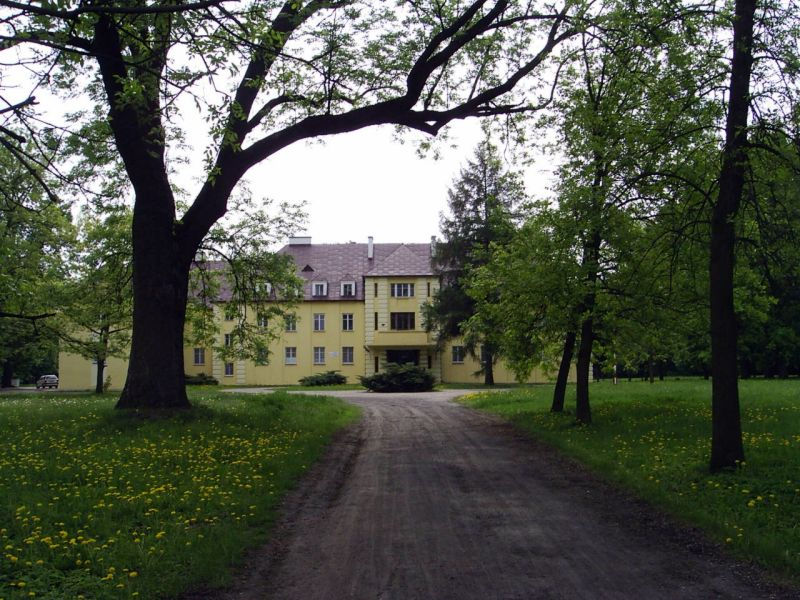
Pałac Potockich w Międzyrzecu Podlaskim - siedziba właścicieli Ordynacji Międzyrzeckiej

Międzyrzecczyzna (ziemia międzyrzecka) – mikroregion i kraina historyczna na Południowym Podlasiu obejmująca miasto i gminę Międzyrzec Podlaski oraz gminy Drelów i Kąkolewnica.
Region ten do k. XIV w. był przedmiotem sporu i wpływów Polski, Jaćwingów, Litwy, Rusi Halickiej i Zakonu Krzyżackiego. W 1511 r. rozgorzały spory graniczne między właścicielem dóbr Janem Janowiczem Zabrzezińskim a starostą łukowskim. Od XIV w. do 1616 r., z krótkimi przerwami, obszar znajdowały się w granicach Litwy. W latach 1382–1384, 1440–1443 podporządkowany był książętom mazowieckim, a w latach 1569–1574 Koronie. W 1616 r. na sejmie wileńskim przydzielono Międzyrzec Koronie. Do 1795 r. region znajdował się w ziemi mielnickiej województwa podlaskiego. Pierwszym znanym z imienia właścicielem ziemi międzyrzeckiej był Abraham z Jaxów Chamiec herbu Gryf, który otrzymał te tereny od Władysława Jagiełły za zasługi wojenne w 1390 roku. Pierwsza parafia w Międzyrzecu Podlaskim powstała w 1174 roku Tereny te od XV w. tworzyły zwarty obszar dóbr magnackich, przechodzących na kolejnych właścicieli prawie zawsze drogą dziedziczenia. Od XV w. granice nie ulegały większym zmianom i obejmowały teren trochę większy niż obszar rzymskokatolickiej parafii św. Mikołaja w granicach z końca XIX w. z wyraźnym centrum dóbr w Międzyrzecu Podlaskim. Przynależność do scentralizowanych dóbr klucza międzyrzeckiego spajała ekonomicznie i kulturowo okolice Międzyrzeca Podlaskiego. Na przestrzeni stuleci wytworzyły się tu specyficzne stosunki społeczne i etniczne (wsie bojarskiej,Bagnosze, Rekuny, Litwaki) odróżniające dobra międzyrzeckie od sąsiednich. Tereny te później wchodziły w skład Ordynacji Międzyrzeckiej należącej do rodów Czartoryskich i Potockich.
W roku 1947 z inicjatywy władz miejskich i w latach 1998–2001 przy reorganizacji podziału administracyjnego Polski planowane było utworzenie powiatu międzyrzeckiego z siedzibą w Międzyrzecu Podlaskim. Nigdy jednak do tego nie doszło.